# Miednik (województwo pomorskie)
Miednik (kaszb. Miednik, niem. Medenick) – osada w Polsce położona w województwie pomorskim, w powiecie słupskim, w gminie Redzikowo.
1975-1998 – miejscowość administracyjnie należy do województwa słupskiego.

## Nazwa
Nazwa, wzmiankowana po raz pierwszy w 1780, ma pochodzenie słowiańskie. Co do jej charakteru wysunięto następujące hipotezy etymologiczne:
- nazwa topograficzna derywowana od przymiotnika miedny „słodki, obfitujący w miód” z formantem -ik[5],
- nazwa służebna derywowana od nazwy pospolitej miednik „pszczelarz, bartnik”[5].

Niemiecka nazwa Medenick jest adaptacją fonetyczną pierwotnej nazwy słowiańskiej.
Rada Języka Kaszubskiego proponuje kaszubską formę Miednik.